# Derszu Uzala
Derszu Uzala (oroszul Дерсу Узала) (kb.1849 – 1908. március) nanaj (vagy gold) vadász. 
Vlagyimir Arszenyjev könyveinek hőse (Az Usszuri vidékén (По Уссурийкому краю) 1921 és Derszu Uzala 1923). Arszenyjev kapitány barátja és vezetője a szibériai Szihote-Aliny 1902-től 1908-ig tartó feltérképezésekor. Arszenyjev nagyszerű és bölcs embernek írja le őt.

## Filmek
- Derszu Uzala, 1961-es szovjet film Agaszi Babajan rendezésében
- Derszu Uzala, szovjet-japán koprodukcióban készült film Kuroszava Akira rendezésében. A film első lett a Moszkvai Nemzetközi Filmfesztiválon és az 1975-ös Oscar-díjat a legjobb külföldi film kategóriában. A filmben Uzalát a tuvai Makszim Munzuk, Arszenyjevet Jurij Szolomin alakította.

## Érdekesség
Derszuról elneveztek egy aszteroidát is, mely a "4142 Dersu-Uzala" nevet viseli.